# Ostravak

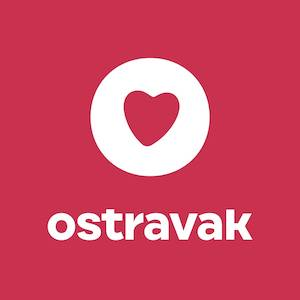
Logo

Ostravak ist eine lokale politische Protestbewegung in der tschechischen Stadt Ostrava, die seit 2010 existiert und bei der Senatswahl von 2012 in der Tschechischen Republik ein Direktmandat erzielte.

## Geschichte und Hintergrund
Die Bewegung, die sich wahlweise Hnutí Ostravak (Bewegung Ostravak), Politické hnutí Ostravak (Politische Bewegung Ostravak) oder Ostravak, hnutí občanů (Bürgerbewegung Ostravak) nennt, in den Statuten jedoch nur Ostravak genannt wird, entstand 2010 vor den Kommunalwahlen in Ostrava. Die Gründe, die bis heute in den Zielen der Bewegung zu finden sind, waren die Unzufriedenheit mit der Vetternwirtschaft und Arroganz der Macht, Dilettantismus, Rechtsunsicherheit, Misswirtschaft und ähnlichen Problemen. Es handelt sich um eine lokale bzw. regionale Erscheinung, welche die Koalition der großen Parteien in Ostrava angreifen will, weil diese die Interessen der Stadt und Region nicht berücksichtigt.

## Wahlerfolge
Bei den Lokalwahlen von 2010 erzielte die Bewegung zehn Mandate im Magistrat des Wahlbezirks Stadt Ostrava und zehn Mandate in den Ortsteilen Moravská Ostrava und Přívoz (d. h. zwanzig von insgesamt hundert Mandaten). Bei den Senatswahlen der Tschechischen Republik 2012 errang die Bewegung ein Mandat für den Wahlbezirk Ostrava-Stadt.